# Tragidion armatum
Tragidion armatum là một loài bọ cánh cứng trong họ Cerambycidae.